# Lexicon Islandicum
Lexicon Islandicum (pol. słownik islandzkiego) lub Orðabók Guðmundar Andréssonar (pol. słownik Guðmundura Andréssona)– słownik autorstwa Guðmundura Andréssona.
Głównym językiem dzieła jest islandzki, do treści jest komentarz w języku łacińskim. 
Słownik był przeznaczony dla osób z zagranicy pragnących zapoznać się z językiem staroislandzkim, dlatego w książce umieszczono sporo treści archaicznej, jednak zawiera on słów i innych treści niewystępujących w innych miejscach, dlatego jest to główne źródło poznania słownictwa islandzkiego z XVII wieku. Jest to pierwowzór późniejszych słowników.  
Prace nad dziełem trwał 4 lata i zakończył się w 1654 roku, a słownik został wydany w Kopenhadze w 1683 roku. 
Słownik ma duże znaczenie dla badaczy historii języka islandzkiego.
W 1999 roku w ukazało się nowe wydanie słownika autorstwa Gunnlaugura Ingólfssona i Jakoba Benediktssona